# Saint-Augustin (Sena y Marne)
 Saint-Augustin  es una población y comuna francesa, en la región de Isla de Francia, departamento de Sena y Marne, en el distrito de Meaux y cantón de Coulommiers.

## Demografía
| 518 | 579 | 672 | 1008 | 1249 | 1413 |
| Para los censos de 1962 a 1999 la población legal corresponde a la población sin duplicidades (Fuente: INSEE [Consultar]) |     |     |      |      |      |